# Fructilactobacillus sanfranciscensis
Fructilactobacillus sanfranciscensis (anteriormente denominada Lactobacillus sanfranciscensis o L. sanfrancisco) es una especie de bacteria de cultivo láctico que promueve en especial la elaboración de fermentos de masa ácida en la elaboración de algunos panes, proporciona en ellos un sabor característico. Es una bacteria grampositiva.

## Usos
Los favorecedores de la fermentación en los panes que emplean levaduras para hinchar la masa suelen utilizar una mezcla de cultivos de levaduras además de lactobacilli en una ratio de casi 1:100. La levadura más empleada en estos casos es Candida milleri. Esta levadura no puede metabolizar la maltosa que se encuentra en la masa, el problema es que la Fructilactobacillus necesita la maltosa en su metabolismo. Por lo tanto actúan sin problemas ni conflictos en el substrato, ya que la Lactobacillus emplea la maltosa y las levaduras se alimentan de otros azúcares, incluyendo la glucosa producida por la Fructilactobacillus. La bacteria genera un antibiótico denominado cicloheximida que se encarga de eliminar muchos organismos, pero no la Candida ya que tolera el ácido acético que produce la F. sanfranciscensis.
En usos comerciales se tienen cultivos específicos de F. sanfranciscensis que han sido cultivados en medios liofilizados.